# Mickaël Poté
Mickaël Poté, né le 24 septembre 1984 à Lyon, est un footballeur international béninois évoluant au poste d'attaquant au Menemenspor, en Turquie.

## Biographie

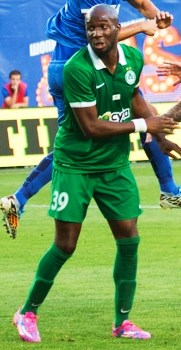
Mickaël Poté.

Mickaël est le fils d'un père Ivoirien et d’une mère Béninoise née en Côte d’Ivoire. Formé à Lyon Ménival Football Club (dans le même quartier que Samuel Umtiti), où il reste jusqu'à l'âge de 14 ans avant de rejoindre Grenoble Foot, Mickaël Poté commence sa carrière à Grenoble par trois matchs en Ligue 2 lors de la saison 2003-2004.
Repéré par René Marsiglia, alors entraîneur de l'AS Cannes, Poté choisit de s'aguerrir en National. Il rejoint ensuite l'AS Cannes pour trois saisons (Luis Fernandez y est alors directeur sportif), il s'y révèle pendant la saison 2006-2007 où il inscrit 9 buts en 31 matchs.
En 2007, il rejoint le Clermont Foot, qui vient de finir champion de National avec Didier Ollé-Nicolle, qui en fait sa première recrue pour la montée en Ligue 2.
Mickaël Poté réalise deux bonnes saisons à Clermont Foot où il est élu meilleur joueur clermontois pour la saison 2008-2009.
Didier Ollé-Nicolle est alors intégré à Nice, il emmène avec lui Mickaël Poté.
Longtemps blessé lors de cette première saison, il trouve néanmoins le temps d'inscrire un doublé lors du match Nice-Boulogne, le 23 décembre 2009, pour ses premiers buts en Ligue 1.
Il est prêté avec option d'achat lors du mercato hivernal 2010 au Mans, alors 2e de Ligue 2. Pour sa première dans le MMArena du Mans FC, Poté marquera le second but de la rencontre.
Mickaël Poté, qui rêvait au départ de jouer pour la sélection ivoirienne (son père est ivoirien, d'ethnie wobé) ou pour la France, choisit finalement de jouer pour le Bénin (sa mère ayant des origines béninoises) à la suite des appels de l'entraîneur qui lui faisait confiance quand il jouait en National : Michel Dussuyer.
Dès lors, Mickaël Poté franchit encore un palier et devient un joueur majeur de la sélection béninoise. Lors du match Bénin-Burundi le 5 septembre 2010, il marque son premier but avec la sélection béninoise.
Le 23 août 2011, Mickaël Poté s'engage pour 3 ans avec le SG Dynamo Dresde, club de tradition est-allemande, en Ligue 2 allemande. Arrivé juste avant la 6e journée de saison, il réalise un coup remarquable à l'occasion de la 10e journée en marquant trois buts à l'extérieur contre le TSV Munich 1860, ancien champion ouest-allemand favorisé auparavant. Ainsi, il contribue largement à la victoire 4 - 2 pour le Dynamo devant environ 40 000 spectateurs, dont au moins 15 000 venant de Dresde.
Le 7 juillet 2014, il signe à l'Omonia Nicosie à Chypre, club de ligue 1.
Dans ce club, où il resta 1 an, il affole tous les compteurs, puisqu'il termine avec le titre de meilleur buteur du championnat (19 buts en 41 matches toutes compétitions confondues) et du meilleur joueur de la saison de Ligue 1 Chypriote.
Cette excellente année, lui permet alors de se faire remarquer par le club de Division 2 Turc Adana Demirspor qui le recrute en 2014, il y reste 2 saisons, là aussi, pendant les 2 années qu'il y passe, il se hisse au rang de meilleur buteur du championnat de Ligue 2 Turc, lors des 2 saisons consécutives; de 2015 à 2017 avec respectivement, 24 buts en 42 matches, puis 24 buts en 36 matches. Il est alors le capitaine de cette équipe et a un véritable de statut de patron de cette équipe. Soucieux de vouloir un jour, jouer une Ligue des champions, il répond favorablement aux sirènes du club phare de Nicosie : l'APOEL Nicosie. Il rejoint ainsi cette formation et inscrit 16 buts en 47 matches, mais surtout, il parvint à réaliser son rêve de jouer enfin une Ligue des champions, et il fut gâté puisque son club de l'APOEL Nicosie se retrouva dans la poule du Real Madrid, Tottenham Hotspur, Borussia Dortmund. Le 13 septembre 2019, il fit son entrée, en cours de match, dans le stade mythique du Real Madrid lors du match Real Madrid - APOEL Nicosie.
Lors de cette compétition, il s'illustra par deux fois en inscrivant deux buts qui évitèrent la défaite à son équipe : Lors du match APOEL Nicosie - Borussia Dortmund, le 17 octobre 2017 (score final 1 - 1), puis lors du match Borussia Dortmund - APOEL Nicosie, le 1er novembre 2017 (score final 1 - 1).
Son passage à l'APOEL Nicosie a été marqué par des agressions dont il a été victime de la part de certain supporters de l'Omonia Nicosie, club qu'il avait quitté 2 ans plus tôt et dans lequel il n'a joué qu'une seule saison, mais ces derniers ne lui ont pas pardonné le fait d'avoir rejoint l'ennemie juré. Il reçut lors d'un match, une bouteille en verre sur la tête, ainsi que des cailloux. Très marqué par cet épisode, il décida alors de quitter Chypre, pays qu'il adorait pourtant, tant il s'y était épanouie. Son ancien club, l'Adana Demirspor, lui faisant à nouveau des appels du pieds, il décida donc de les rejoindre à nouveau, procurant une joie immense aux supporters de l'Adana qui avaient gardé un excellent souvenir de Mickael Poté. Cette fois-ci il finit 2e buteur lors de la saison 2018/2019 avec 18 buts en 42 matches.
Lors de la CAN 2019, il contribue grandement à la qualification historique de sa sélection nationale, les Écureuils du Bénin,grâce notamment au 1er match de poule, lors du match Bénin - Ghana, où il inscrivit un doublé, établissant ainsi un nouveau record pour le football béninois : celui du 1er joueur béninois à inscrire un doublé lors d'une phase finale de Coupe d'Afrique des Nations, le 25 juin 2019. Surtout il inscrit son nom dans les tablettes de cette compétition, en inscrivant le but le plus rapide de toute l'histoire de la CAN, lors de son 1er but contre le Ghana, le 25 juin 2019, au bout de seulement 1 minute et 44 secondes.

## Carrière
- 2002-2004 :  Grenoble Foot (3 matchs, 0 but en Ligue 2)
- 2004-2007 :  AS Cannes (52 matchs, 9 buts en National)
- 2007-2009 :  Clermont Foot (68 matchs, 12 buts en Ligue 2)
- 2009-2011 :  OGC Nice (23 matchs, 2 buts en Ligue 1)
  - jan. 2011-jul. 2011 :  Le Mans FC- Prêt (19 matchs, 3 buts en Ligue 2)
- 2011-2014 :  SG Dynamo Dresde (83 matchs, 21 buts en 2.Bundesliga)
- Depuis 2014 :  Omonia Nicosie[2],[3]